# Paul Bonifas
Henri Paul Bonifas, född 3 juni 1902 i Paris, död 9 november 1975 i Vernouillet, Eure-et-Loir, var en fransk skådespelare.

## Roller i urval
- 1944 – Aventure Malgache
- 1951 – Juliette
- 1952 – Fest i Paris
- 1952 – Järnhandsken
- 1956 – Ringaren i Notre Dame
- 1957 – Ariane
- 1958 – Razzia
- 1959 – Kvinnan och leksaken
- 1959 – Luffarkavaljeren
- 1960 – Sanningen
- 1963 – Charade
- 1963 – Les Abysses
- 1963 – 100.000 dollar i solen
- 1964 – Tåget
- 1970 – La Horse
- 1973 – Möte på tåg
- 1974 – Le Retour du grand blond